# Carlo Luigi Spegazzini
Carlo Luigi Spegazzini, în limba spaniolă Carlos Luis Spegazzini (n. 20 aprilie 1858,  Bairo, Italia – d. 1 iulie 1926, La Plata, Argentina), a fost un agrochimist, botanist, ficolog, fitopatolog și micolog precum profesor universitar italo-argentinian. Abrevierea numelui său de autor este Speg., în cărți științifice mai vechi și. Spegazz..

## Biografie

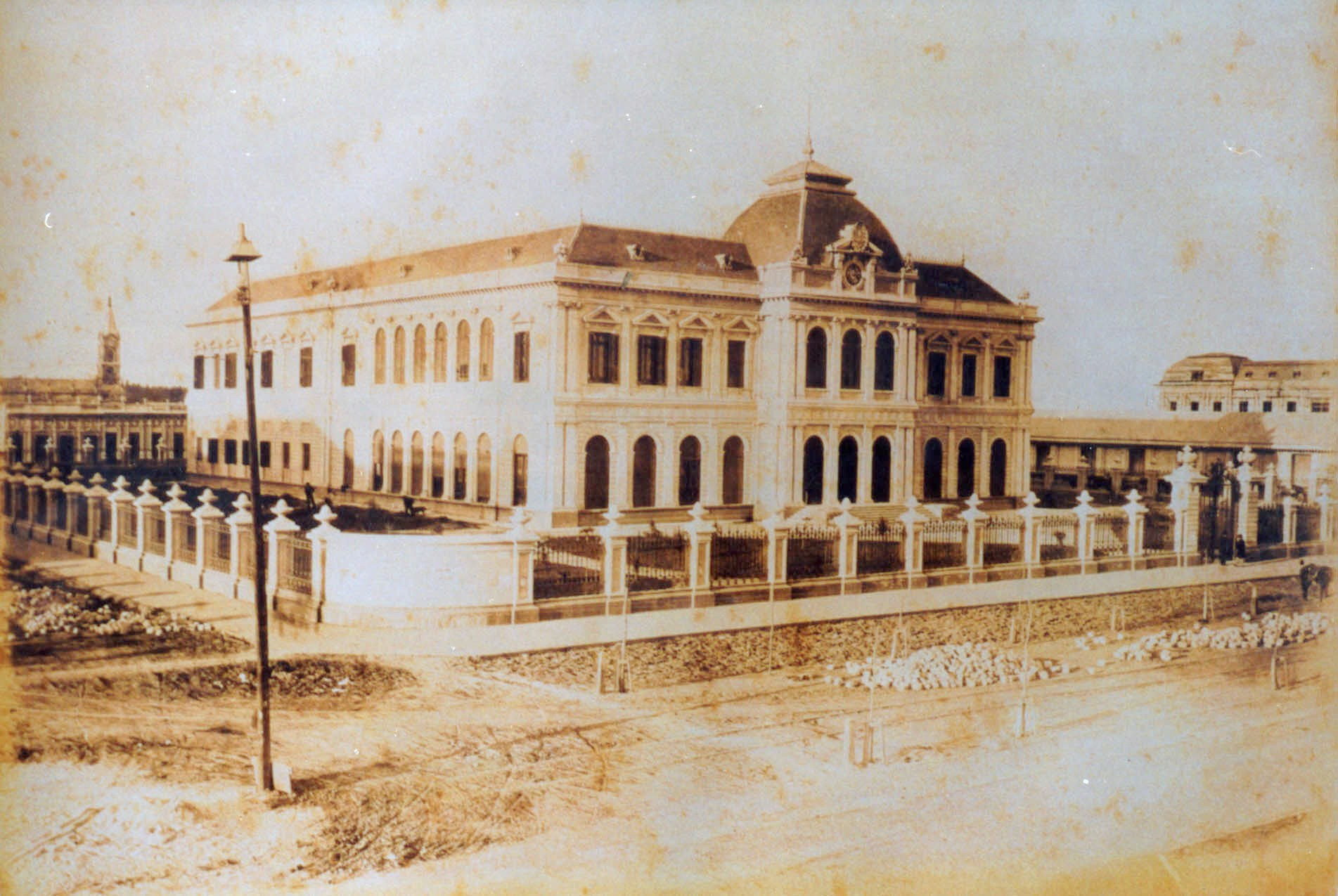
Universitatea de La Plata 1884

## În Italia
Spegazzini a realizat primele sale studii într-o școală din Veneția și, mai târziu, la „Școala Regală de Viticultură și Enologie” din Conegliano, unde a învățat de asemenea mai multe limbi, între ele engleza, franceza, germana și latina (1876-1879). Deja în tinerețe a știut, cine va fi profesorul său în studiul și cunoașterea ciupercilor (care la acea vreme a fost specialitatea sa botanică): marele specialist în micologie Pier Andrea Saccardo, care într-adevăr a devenit mentorul lui. Primele sale colecții de criptogame și fanerogame (plante cu flori) precum și primele sale lucrări științifice au fost scrise în țara sa natală.

## În Argentina
În 1879 a călătorit prin America, încercând să-și dezvolte profesia și să câștige mai multă experiență științifică. El s-a stabilit în Brasília pentru câteva luni, și, fugind de o epidemie de febră galbenă care lovise orașul brazilian, a ajuns la Buenos Aires, Argentina, la sfârșitul aceluiași an. Imediat după sosire, s-a alăturat „Cabinetului de Istorie Naturală” al Facultății de Științe Fizice și Naturale ale Universității din Buenos Aires și a ținut prelegeri în diverse asociații științifice din oraș. Într-una din aceste conferințe, l-a întâlnit și s-a împrietenit cu Domingo Faustino Sarmiento, președintele țării. Mai târziu a devenit curator al ierbarului departamentului național de agricultură și primul șef al ierbarului „Muzeului de La Plata”.
În 1881, sa alăturat ca naturalist atașat unei expediții italiano-argentiniene care a explorat Patagonia și Tierra del Fuego. În timpul călătoriei, Spegazzini a strâns mai mult de 1100 de specii botanice, dintre care jumătate erau ciuperci. Naufragiul corvetei care a transportat oamenii de știință pe lângă Capul Bunei Speranțe l-a forțat să înoate la coastă cu ierbarul și carnetul lui pe umăr. Dar accidentul i-a permis, de asemenea, să cunoască culturile indigene din Tierra del Fuego și să învețe limbile fuegiane. Mai târziu a scris o gramatică a limbii Alcaluf (=Kawesqaran, o familie indigenă de limbi sud-americane din Chile, constând din două limbi, Kakauhuași Qawasqar), bazată pe ceea ce a învățat în 1881 în cea mai sudică regiune a Argentinei. După revenire, savantul a făcut parte din comisia însărcinată să aleagă locul în care urma să fie construită noua capitală a Provinciei de Buenos Aires, La Plata, și, în 1883, a fost numit chimist-microlog al „Oficiului Chimic Municipal”, pe atuncea sub conducerea renumitului chimist Pedro Narciso Arata (1848-1922).
Un an mai târziu, Spegazzini s-a mutat la La Plata, unde și-a luat domiciliul definitiv și a cumpărat o casă. În domeniul muncii a stabilit legături profesionale și prietenoase cu oamenii de știință ai timpului. Una dintre cele mai mari realizări a fost legată de Universitatea Națională din La Plata. Nu numai că a participat la înființarea instituției, dar numele lui este și legat de primii ani al mai multor facultăți (Agronomie, Chimie și Farmacie, Științe Naturale, Medicină Veterinară) precum de anexa la „Colegiul Național”. Savantul a întreținut numeroase scaune universitare, anume profesările în botanică, fitopatologie și agrochimie la Universitatea din La Plata (1897-1912). Mai departe a creat Arboretul Facultății de Agronomie și a organizat și supravegheat plantarea copacilor în Paseo del Bosque a orașului. În 1924 a editat Revista Argentina de Botánica, din care au apărut 4 numere, scrise exclusiv de botaniști italieni.

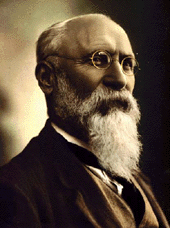
C. L.Spegazzini, 1924

Toate aceste fapte sunt reduse la un minim în comparație cu activitatea lui Spegazzini strict științifică: Dacă, înainte de sosirea sa, flora micologică (fungidă) din Argentina a numărat mai puțin de 50 de specii cunoscute, această taxonomie a crescut incredibil prin contribuția sa. În această legătură a spus: „Astăzi pot lăsa un buchet de 4.000 de specii [[[alge]], briofite, fungi, plante fosile, spermatofite], la care pot adăuga 1000 pentru Chile, 800 pentru Brazilia, Paraguay și Uruguay precum și 2.000 de specii noi”. Potrivit botanistului și profesorului universitar argentinian Cristóbal María Hicken (1875-1933), „nu există nici un singur grup sau o familie de floră care să nu-i datoreze lui Spegazzini nici o contribuție”. Datorită acestor activități desfășurate peste ani de zile și prin numeroasele expediții de colectare, Spegazzini a fost considerat unul dintre cei mai buni micologi din lume. În plus, el a fost numit unul dintre cei mai mari promotori ai studiilor botanice din Argentina.

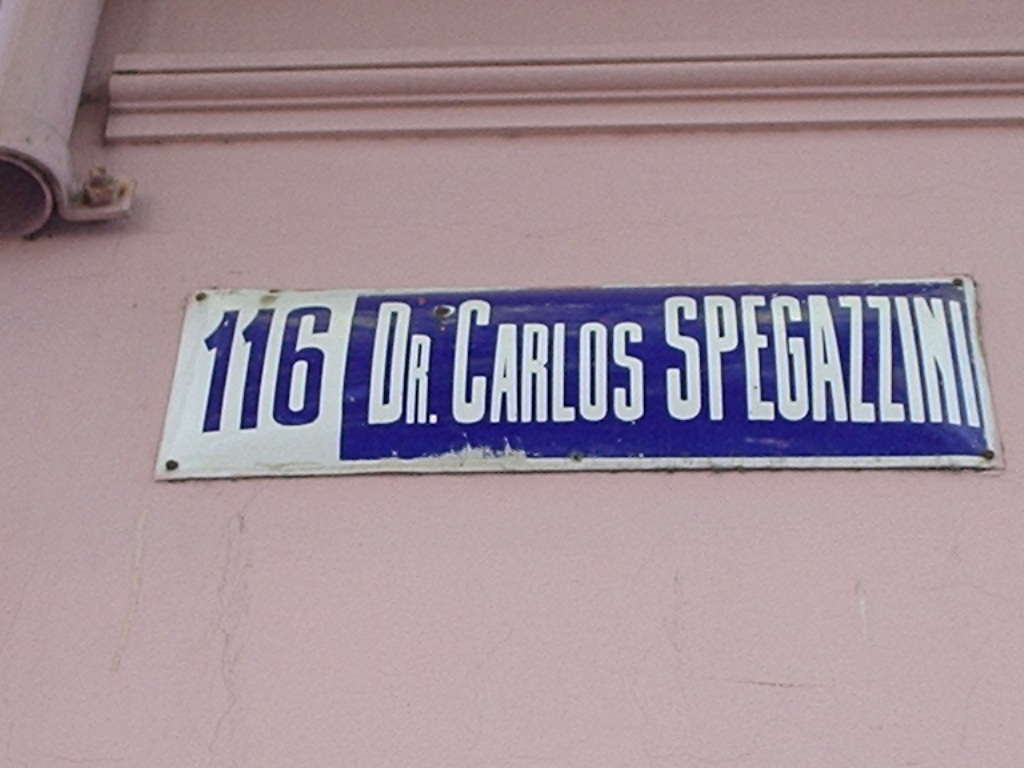
Strada Spegazzini 116

## Epilog
Marele om de știință a murit necăsătorit și fără urmași în casa lui în „Calle 53” din La Plata în anul 1926, iar moștenirea sa (compusă din cărțile sale, mobilier privat și colecții botanice) a mers, conform testamentului său, la Universitatea din La Plata. Ani mai târziu, la 26 aprilie 1930, a fost inaugurat „Institutul de Micologie "Carlos Spegazzini"” în casa lui  și, în 1947, același nume a fost dat la Museo de Botánica y Farmacognosia al Facultății de Chimie și Farmacie din La Plata.

## Onoruri (selecție)

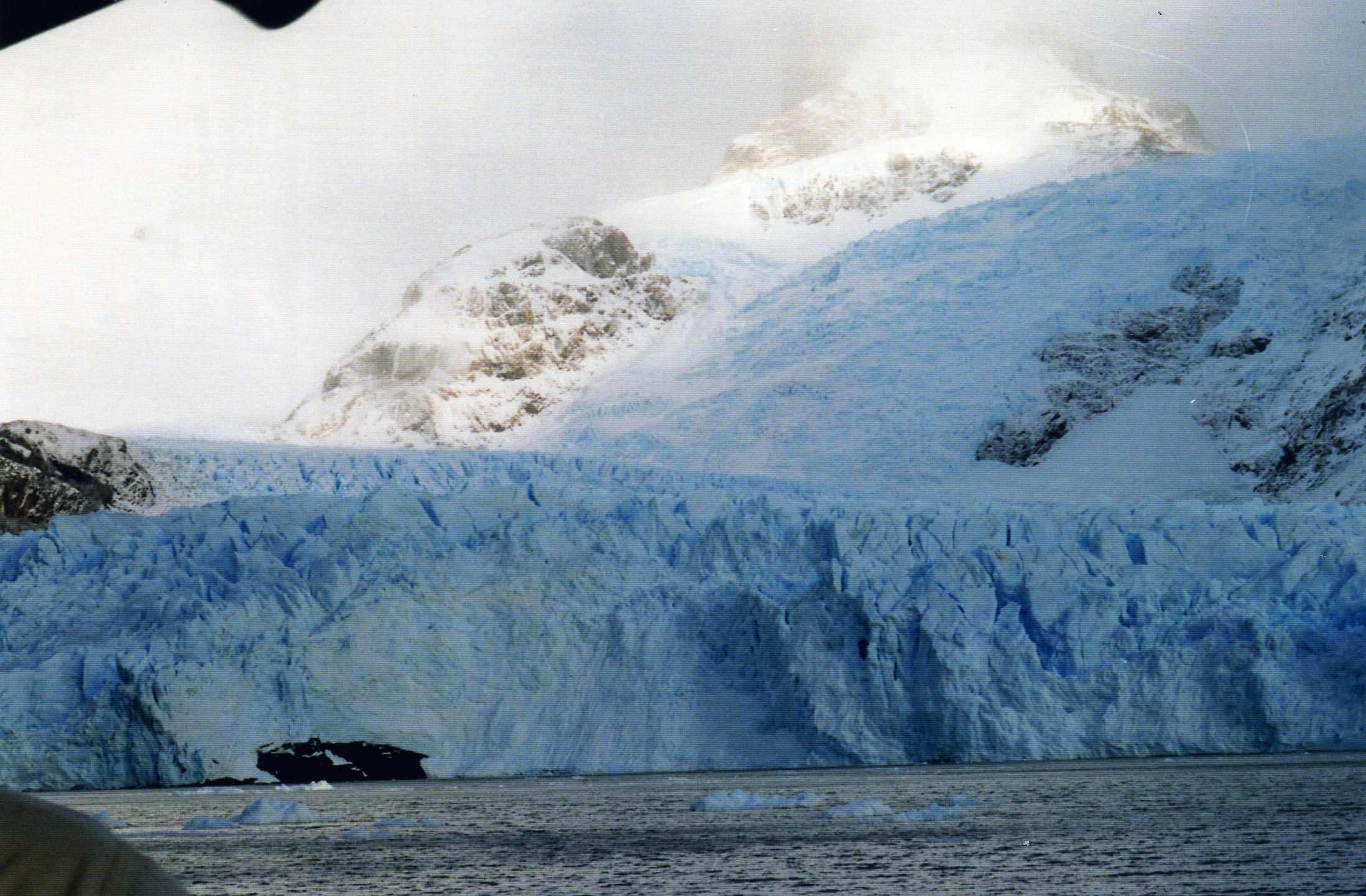
Glaciarul Spegazzini

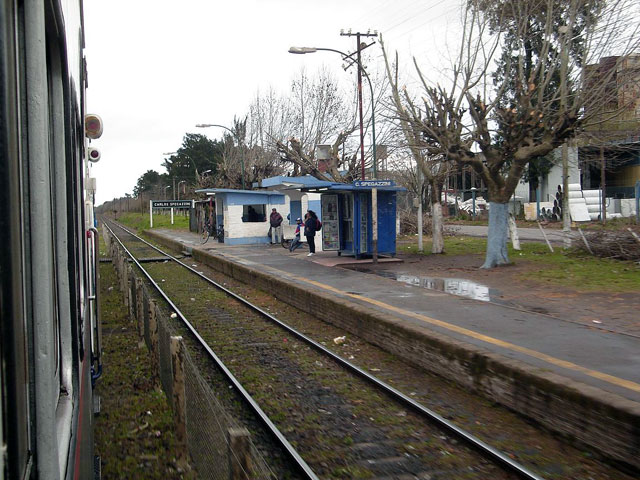
Stația de tren Carlos Spegazzini

Denumiri în onoarea marelui scientist:
- Calle Dr. Carlos Spegazzini în La Plata[7]
- Calle Carlos Spegazzini în Buenos Aires, situată în zona cea mai apropiată de Caballito, în vecinătatea Almagro [8]
- Institutul de Micologie Carlos Spegazzini (1936)
- Ghețarul Spegazzini din Parcul Național Los Glaciares, Provincia Santa Cruz, Argentina[9]
- Orașul Carlos Spegazzini, în provincia Buenos Aires, denumit pe 5 decembrie 1950 (2007: 27 000 de locuitori)[10]

## Plante și ciuperci descrise de Spegazzini (mică selecție)
| - Ameghinoa, gen, Speg. 1897 (Asteraceae) - Benthamiella, gen, Speg. 1883 (Solanaceae) - Cucujomyces=Stephanomyces, gen, Speg. 1917 (Laboulbeniaceae) - Oudemansia, gen, Speg. (1880) (Marasmiaceae) - Karstenula, gen, Speg., 1879 (Pleosporomycetidae) - Phaeocyphella, gen, Speg., 1909 (Inocybaceae) - Volvariella, gen, Speg., 1898 (Plutaceae) |

| - Adesmia ameghinoi Speg. 1895 (Leguminosae) - Adesmia aphanantha Speg. 1895 (Leguminosae) - Adesmia graminidea Speg. 1895 (Leguminosae) - Adesmia latifolia (Spreng.) 1895 (Leguminosae) - Ameghinoa patagonica Speg. 1897 (Asteraceae) - Arachis argentinensis=duarensis Speg. 1897 (Fabaceae) - Armillaria procera Speg., 1889 (Physalacriaceae) - Benthamiella azorelloides Speg. 1883 (Solanaceae) - Benthamiella longifolia Speg. 1883 (Solanaceae) - Benthamiella patagonica Speg. 1883 (Solanaceae) - Benthamiella pycnophylloides Speg. 1883 (Solanaceae) - Bresadolia paradoxa Speg., 1883, azi Polyporus squamosus (Polyporaceae) - Chenopodium fuegianum Speg., 1896 (Amaranthaceae) | - Clavulina pampeana (Speg.) Corner (1950) Corner, 1950 (Clavariaceae) - Clavulina puiggarii (Speg.) Corner, 1950 (Clavariaceae) - Cortinarius magellanicus Speg. 1887 (Cortinariaceae) - Cristaria kuntzei Speg., 1901 (Malvaceae) - Cucujomyces cylindrocarpus Speg., 1917 (Laboulbeniaceae) - Cucujomyces elegans Speg., 1917 (Laboulbeniaceae) - Cucujomyces elegantissimus Speg., 1917 (Laboulbeniaceae) - Cucujomyces melanopus Speg., 1917 (Laboulbeniaceae) - Favolus bresadolanus Speg., 1926 (Polyporaceae) - Frailea phaeodisca Speg., 1905 (Cactaceae) - Inocybe caespitosella Speg., 1926 (Inocybaceae) | - Lepiota bonaerensis (Speg., 1887 (Agaricaceae) - Lerchea fruticosa var. brachyphylla Speg., 1902 (Amaranthaceae) - Lerchea patagonica Speg., 1902 (Amaranthaceae) - Nassauvia chubutensis Speg. 1897 (Asteraceae) - Nassauvia fuegiana Speg. 1897 (Asteraceae) - Nassauvia pentacaenoides Speg. 1897 (Asteraceae) - Physalospora tucumanensis=Glomerella tucumanensis Speg. 1896 (Glomerellaceae) - Pleurotus inornatus Speg., 1919 (Pleurotaceae) - Pleurotus pusillus Speg., 1909 (Pleurotaceae) - Pluteus bruchii (Speg.) Singer (1951) (Pluteaceae) - Pluteus xylophilus (Speg.) Singer (1951) (Pluteaceae) - Seguieria guaranitica Speg., 1883 (Petiveriaceae) - Uticlaria platensis, Speg., 1899 (Lentibulariaceae) |

## Ciuperci și plante denumite în onoarea lui Spegazzini

### Ciuperci
În onoarea marelui om de știință au fost denumite următoarele ciuperci:
- Spegazzinia, gen, Sacc. 1879 (Ascomycota)
- Spegazziniella, gen, Bat. & I.H. Lima 1959, (Schizothyriaceae)
- Spegazzinites, gen, Félix 1894, (Spegazzinites, Fungi)

| - Acremonium spegazzinii D. Hawksw. 1979, anamorfă Hypocreales - Aecidium spegazzinianum Sacc. & Trotter 1912, anamorfă Pucciniales - Aecidium spegazzinii De Toni 1888, azi Micropuccinia spegazzinii (Pucciniaceae) - Agaricus spegazzinianus Heinem. 1990 (Agaricaceae) - Amphisphaeria spegazziniana Sacc. 1877 (Amphisphaeriaceae) - Arthrinium spegazzinii Subram. 1956, anamorfă Apiospora - Autophagomyces spegazzinii Thaxt. 1931 (Laboulbeniaceae) - Cercospora spegazzinii Sacc. 1886, anamorfă Mycosphaerella - Chamaeceras spegazzinii O.Kuntze 1898 (Marasmiaceae) - Chondropodiola spegazzinii Petr. & Syd. 1932, anamorfă Pezizomycotina - Clavaria spegazzinii Sacc. 1888 (Clavariaceae) - Coccomyces spegazzinii Sacc. 1889 (Rhytismataceae) - Coprinus spegazzinii [Petter Adolf Karsten\|P.Karst.]] 1881; (Agaricaceae) - Cordyceps spegazzinii M.S.Torres, J.F.White & J.F.Bisch. 2006 (Cordycipitaceae) - Cytosporina spegazzinii Sacc. & P. Syd. 1902, anamorfă Pezizales - Didymosphaeria spegazzinii Sacc. & P. Syd. 1902 (Didymosphaeriaceae) - Diplodia spegazziniana Roum. & Sacc. 1882, anamorfă Botryosphaeriaceae - Discosia spegazzinii Vanev 1998, anamorfă Amphisphaeriaceae | - Entyloma spegazzinii Sacc. & P. Syd. 1902 (Entylomataceae) - Galerina spegazziniana E. Horak 1967, (Cortinariaceae) - Geastrum spegazzinianum De Toni 1887, (Geastraceae) - Gloeosporium spegazzinii Sacc. & Trotter 1913, anamorfă Dermateaceae - Gloeosporium spegazzinii Sacc. 1892, anamorfă Glomerella - Hendersonia spegazzinii Sacc. & P. Syd. 1902, anamorfă Didymella - Herpotrichia spegazzinii Sacc. & P. Syd. 1899 (Melanommataceae) - Hohenbuehelia spegazzinii Singer 1954 (Pleurotaceae) - Hypocrella spegazzinii Sacc. 1883 (Clavicipitaceae) - Hysterangium spegazzinii Castellano & J.J.Muchovej 1996 (Hysterangiaceae) - Laternea spegazzinii Lloyd 1909 (Phallaceae) - Lecanora spegazzinii Müll. Arg. 1889 (Lecanoraceae) - Lentinus spegazzinii Bres. 1926 (Polyporaceae) - Lentinus spegazzinii Sacc. & Cub. 1887 (Polyporaceae) - Lenzites spegazzinii Bres. 1926 (Polyporaceae) - Lepiota spegazzinii Sacc. & Trotter 1912 (Agaricaceae) - Leptosphaeria spegazzinii Sacc. & P. Syd. 1899 (Leptosphaeriaceae) - Leptothyrium spegazzinianum Sacc. & Traverso 1904, anamorfă Pezizales - Leucoporus spegazzinianus Bres. 1919 (Polyporaceae) - Macrophoma spegazzinii Sacc. & Trotter 1913, anamorfă Botryosphaeriaceae - Maireina spegazzinii W.B. Cooke 1961 Niaceae | - Melaneuca spegazzinii Sacc. & D. Sacc. 1905 (Tricholomataceae) - Meliola spegazziniana G. Winter 1888 (Meliolaceae) - Metasphaeria spegazzinii Sacc. & Trotter 1913 (Dothioraceae) - Montagnea spegazzinii Raithelh. 1990 (Agaricaceae) - Montagnites spegazzinii Sacc. & Trotter 1925 (Agaricaceae) - Mycosphaerella spegazzinii Tomilin 1979 (Mycosphaerellaceae) - Naucoria spegazzinii Sacc. & P. Syd. 1902 (Strophariaceae) - Nectria spegazzinii Vouaux 1912 (Nectriaceae) - Parodiella spegazzinii Theiss. & Syd. 1917 (Parodiellaceae) - Passalora spegazzinii U. Braun 1997, anamorfă Mycosphaerella - Periconia spegazzinii Sacc. 1913, anamorfă Pleosporales - Pertusaria spegazzinii Müll. Arg. 1889 (Pertusariaceae) - Phyllachora spegazzinii Sacc. & P. Syd. 1899 (Phyllachoraceae) - Phyllosticta spegazziniana Keissl. 1922, anamorfă Guignardia - Pleospora spegazziniana Sacc. 1878 (Pleosporaceae) - Pluteus spegazzinianus Singer 1952 (Pluteaceae) - Podosporium spegazzinii Sacc. 1886, anamorfă Pezizomycotina - Polyporus spegazzinianus Bres. 1920, azi Favolus tenuiculus (Polyporaceae) - Polyporus spegazzinii Bres. 1895 (Polyporaceae) | - Pseudocercospora spegazziniana U.Braun 1994, anamorfă Mycosphaerella - Puccinia spegazziniana De Toni 1888 (Pucciniaceae) - Puccinia spegazziniella Sacc. & Traverso 1911 (Pucciniaceae) - Puccinia spegazzinii De Toni 1888 (Pucciniaceae) - Pyrenochaeta spegazziniana Trotter 1931, anamorfă Herpotrichia - Ramularia spegazzinii Sacc. 1886, anamorfă Mycosphaerella - Ravenelia spegazziniana J.C.Lindq. 1946 (Raveneliaceae) - Ryparobius spegazzinii Gamundí 1975 (Thelebolaceae) - Sacidium spegazzinianum Sacc. 1884 (Pilobolaceae) - Sclerotium spegazzinii Sacc. & P.Syd. 1899 (Fungi) - Septoria spegazzinii Sacc. 1884, anamorfă Mycosphaerella - Sporidesmium spegazzinii Cabello, Cazau & Aramb. 1990, anamorfă Pleosporales - Sporisorium spegazzinii Vánky 2003 (Ustilaginaceae) - Sporormia spegazzinii Pirotta 1878 (Sporormiaceae) - Stereum spegazzinianum Sacc. & Mancini 1888 (Stereaceae) - Stigmidium spegazzinii Etayo 2008 (Mycosphaerellaceae) - Stilbum spegazzinianum Sacc. 1892 (Chionosphaeraceae) - Torula spegazzinii Mussat 1900, anamorfă Pezizomycotina - Uredo spegazzinii De Toni 1888 (Pucciniales) - Ustilago spegazzinii Hirschh. 1939, (Ustilaginaceae) - Valsa spegazziniana Sacc. 1877 (Valsaceae) - Venturia spegazziniana Cooke 1878 (Venturiaceae) - Volvariella spegazzini, Sacc. (Pluteaceae) |

### Plante (selecție)
| - Aristida spegazzinii (Poaceae) - Astragalus spegazzinii (Fabaceae) - Atriplex spegazzinii (Amaranthaceae) - Baccharis spegazzinii (Asteraceae) - Cereus spegazzinii (Cactaceae ) - Chenopodium spegazzinii (Amaranthaceae) | - Gymnocalycium spegazzinii (Cactaceae) - Podocoma spegazzinii (Asteraceae) - Senecio spegazzinii (Asteraceae) - Solanum spegazzinii (Solanaceae) - Stipa spegazzinii (Lentibulariaceae) - Utricularia platensis Speg., 1899 (Poaceae) |

## Publicații (selecție)
- Oudemansiella gen. nov., în: Anales de la Sociedad Científica Argentina, vol. 12, nr. 1, Buenos Aires 1881, p. 24
- Fungi Patagonici,  Editura. Impr. de P.E. Coni, Buenos Aires 1887
- Plantae novae v. criticae Reipublicae Argentinae. [Decas III], Editura Solá, Sesé y Cia., La Plata 1897
- Volvariella, în: Anales del Museo Nacional de Buenos Aires, vol. VI, Editura Juan A. Alsina, Buenos Aires 1898, p. 118
- Stipeae Platenses, Editura Establecimiento tipo-litográfico Oriental, Montevideo 1901
- Flora de la Provincia de Buenos Aires, vol. 1, Editura M. Biedma è Hijo, Buenos Aires 1905
- Contribución al estudio de la flora del Tandil, por C. Spegazzini, Editura Solá, Sesé y Cia., La Plata, 1901
- Fungi Fuegiani, Editura Impr. de P.E. Coni, Buenos Aires 1887
- Fungi Puiggariani, Editura Impr. de P.E. Coni, Buenos Aires 1889
- Flora de la provincia de Buenos Aires, Impr. de P.E. Coni, Buenos Aires 1905
- Cactacearum Platensium Tentamen, în: Anales del Museo Nacional de Buenos Aires, seria III, vol. IV, Editura Juan A. Alsina, Buenos Aires 1905, p. 477–521